# アルフレッド・ヘンリー・オキーフ
アルフレッド・ヘンリー・オキーフ（Alfred Henry O'Keeffe、1858年7月21日 - 1941年7月27日）はニュージーランドの画家である。1年ほどパリに留学した他は、主にニュージーランドで活動した。

## 略歴
現在のオーストラリア、ビクトリア州のベンディゴ近くで生まれるが、1865年までに、家族とニュージーランドのダニーデンに移り、そこで育った。父親はアマチュア画家で後にダニーデンで宿屋を経営するようになった。家具職人として働いた後、父親の宿屋の経営を手伝うようになり、1882年から1887年の間、余暇にダニーデンのオタゴ美術学校(Otago School of Art)で美術を学び、アマチュア画家たちの展覧会に出展するようになった。1893年にダニーデンで結婚した。
オーストラリアの美術館でヨーロッパの画家の美術作品を見たことやニュージーランドの美術仲間の弁護士のW.M.ホジキンス（画家フランシス・ホジキンスの父親）や、ニュージーランドで教えた美術教師ペトルス・ファン・デル・フェルデンやジローラモ・ネルリからも応援されたことなどから、職業画家になることを決意して、1894年にパリに留学し、6月に私立の美術学校、アカデミー・ジュリアンに入学し 、ジャン＝ポール・ローランスやジャン＝ジョセフ・バンジャマン＝コンスタンに学んだ。パリではフランスの新しい絵画のスタイルにも触れて、作品のスタイルを変え、翌年の4月までパリに滞在した。
ニュージーランドに戻った後、妻と子供を養うために、画家としての収入だけでは十分でなく、1896年から1905年の間にはダニーデンの郊外のアウトラム(Outram)でホテルを経営した。美術教師としても働き、1920年ころまでダニーデンの美術学校で教えた。
2人の息子は第一次世界大戦のガリポリの戦いで戦死し、後にこのことを題材に「国防大臣の電報」という作品が制作された。
1941年にダニーデンの自宅で亡くなった。

## 作品

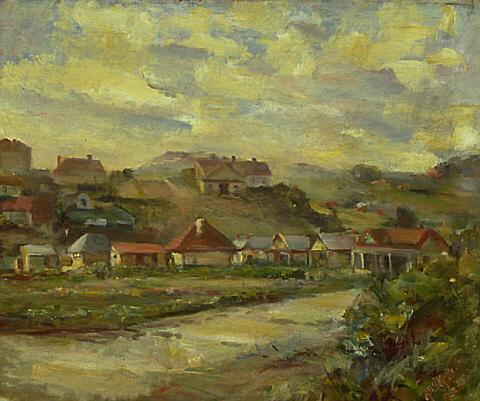
ダニーデン、 オークランド美術館蔵
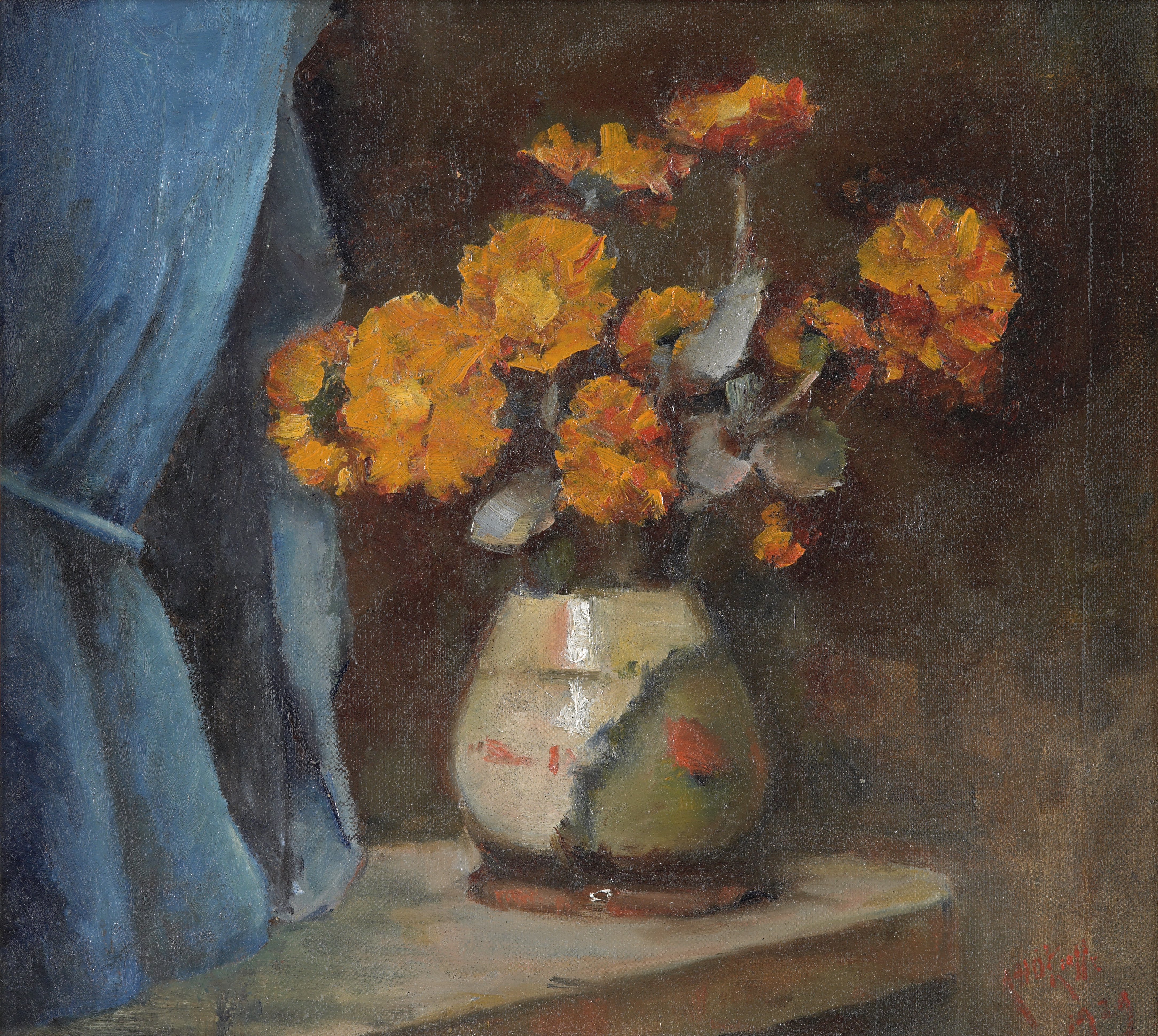
静物画 (1929)、ニュージーランド国立博物館テ・パパ・トンガレワ蔵
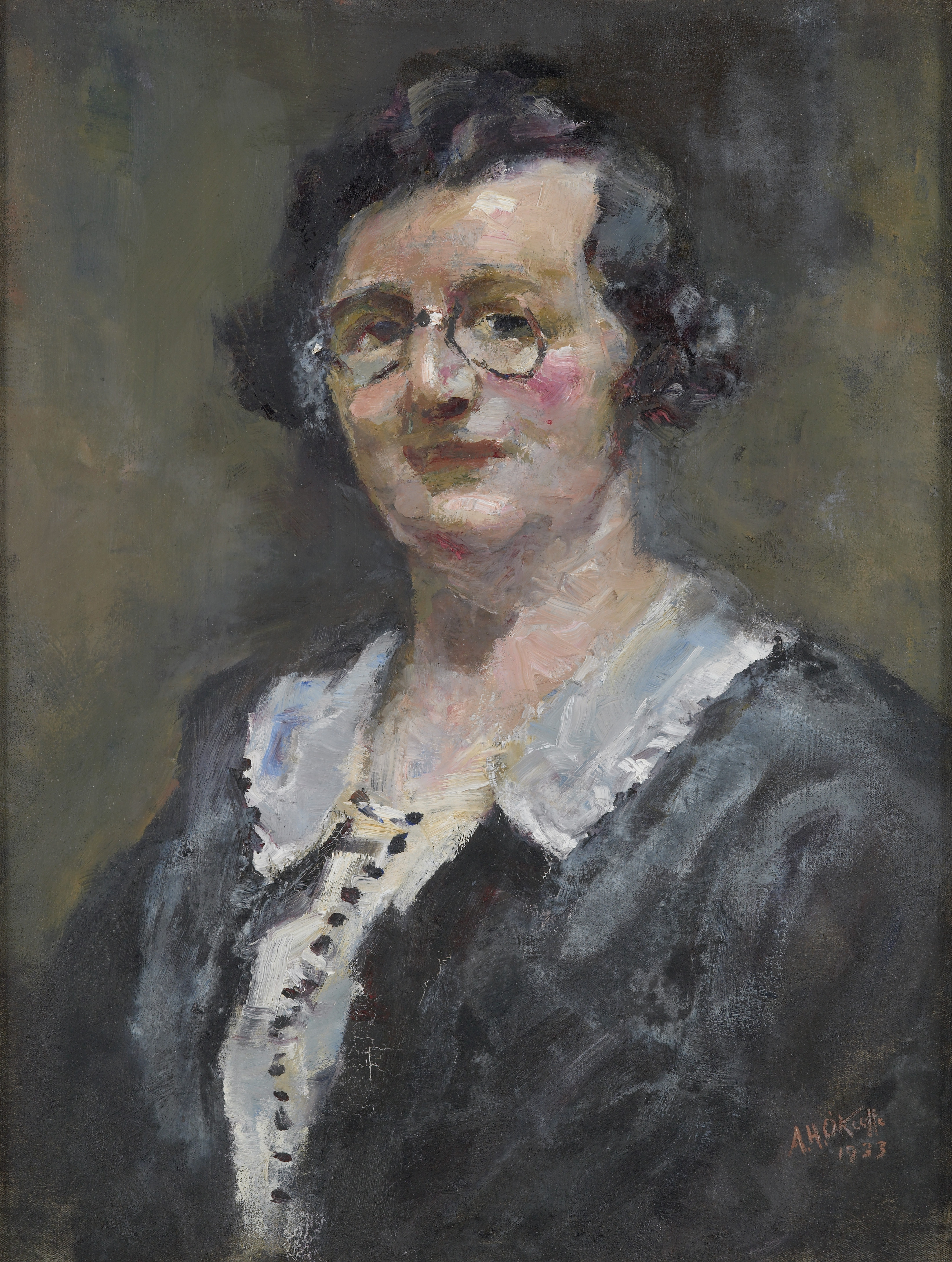
肖像画 (1933)、ニュージーランド国立博物館テ・パパ・トンガレワ蔵
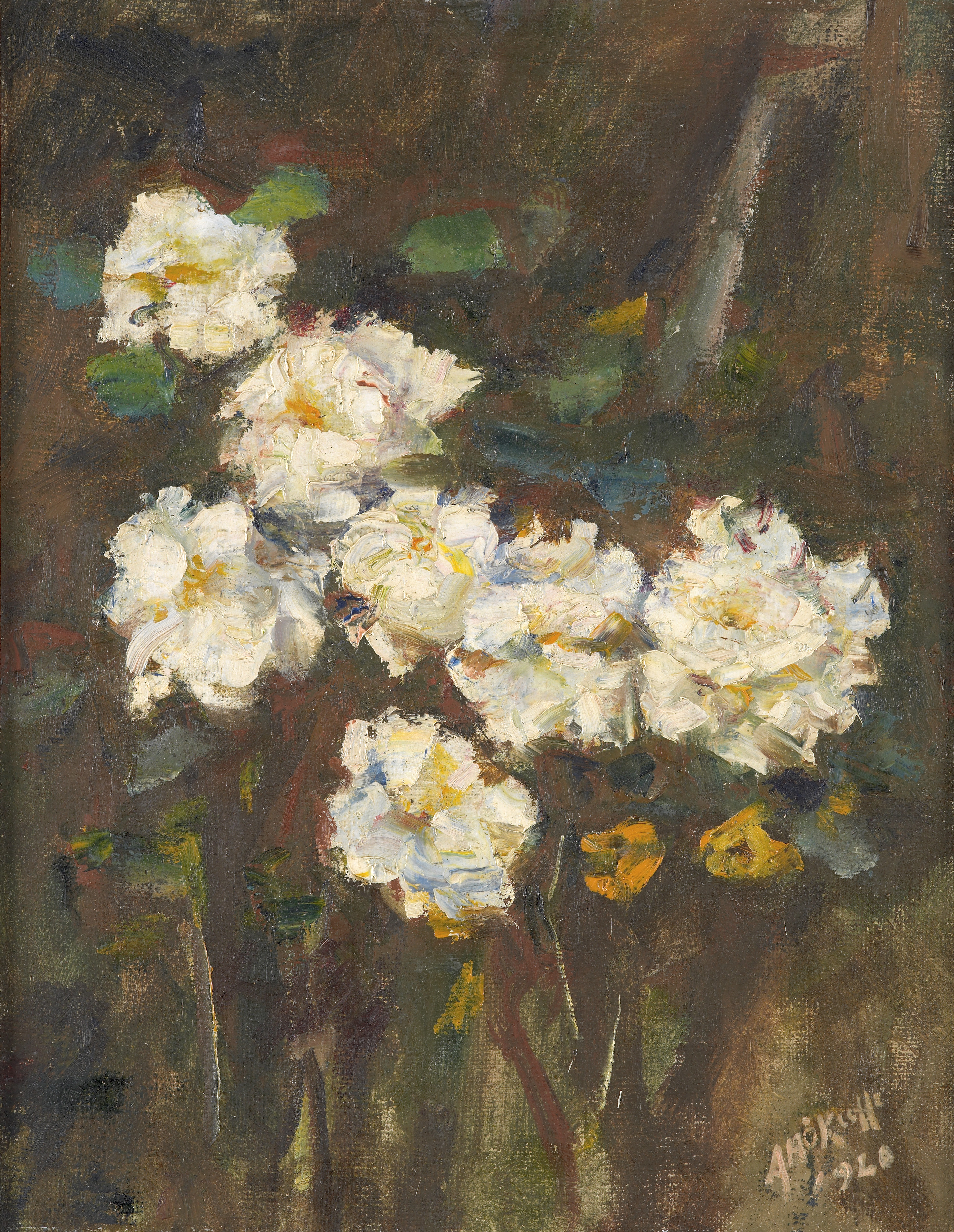
静物画 (1940)、ニュージーランド国立博物館テ・パパ・トンガレワ蔵